# District de Taean
Le district de Taean est un district de la province du Chungcheong du Sud, en Corée du Sud.

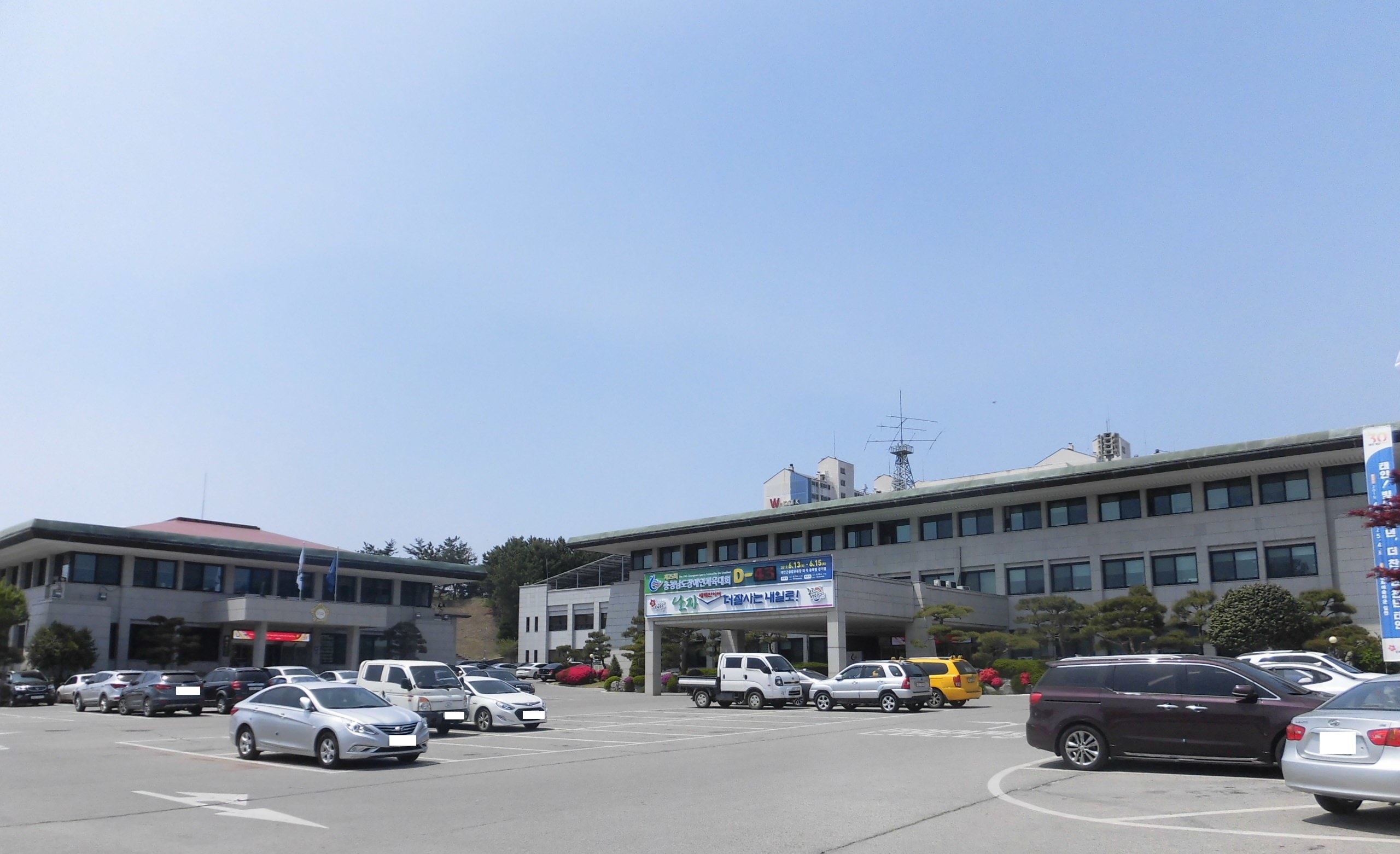
Bureau de Taean-gun

## Histoire
Le district est très connu pour son parc national, ses sols non-pollués et ses plages. Désigné sous ce nom en 1978, il consiste en une superficie de 326,57 km2 de terres. Il comprend plus de 130 iles et 250 différentes espèces de plantes.

## Jumelage
- Corée du Sud :  Seocho-gu